# 清水清 (陸軍軍人)
清水 清（しみず きよし、明治30年（1897年）- 昭和7年（1932年）1月27日）は、日本の陸軍軍人。満州事変のハルビン占領前に陸軍砲兵大尉で戦死、特進して少佐。
山口県長府町大字門峠の出身。1921年（大正10年）7月27日、陸軍士官学校33期卒業。1931年8月、砲兵大尉となる。
小倉野戦重砲兵隊所属であった1932年1月27日、ハルビン飛行場を偵察中、搭乗した八八式偵察機570号が反吉林軍からの対空砲火により被弾し、ハルビン郊外に不時着した。操縦士の福井中尉が陸軍特務機関に報告と来援を請いに向かった間、反吉林軍騎兵に包囲され、射殺された。